# Abacetus bisignatus
Abacetus bisignatus là một loài bọ chân chạy thuộc phân họ Pterostichinae. Loài này được Henry Walter Bates mô tả lần đầu năm 1890.